# Deutsche Maschinentechnische Gesellschaft
Die Deutsche Maschinentechnische Gesellschaft (DMG) – Forum für Innovative Bahnsysteme ist eine Vereinigung vorwiegend technisch vorgebildeter Führungskräfte und anerkannter Fachleute in der Schienenfahrzeug- und Eisenbahnindustrie, in den Schienenverkehrsunternehmen sowie in bahnnaher Forschung und Lehre, die auf Grund ihrer Stellung in den Unternehmen wesentlich zur Fortentwicklung des Schienenverkehrs beitragen können. Die DMG wurde 1881 in Berlin gegründet, sie ist gemeinnützig und hat die Rechtsform eines eingetragenen Vereins.

## Geschichte
Der Verein wurde 1881 in Berlin zunächst als Verein Deutscher Maschinen-Ingenieure (VDMI) mit dem Zweck gegründet, die Interessen des gesamten Maschinenbaufachs in technischer und wirtschaftlicher Beziehung zu fördern, und zwar durch Vorträge, Veröffentlichungen, Besichtigungen und Ausschreiben von Preisaufgaben. Vorangegangen war der Gründung ein Aufruf von vier Professoren der Technischen Hochschule Berlin, 13 höheren Eisenbahnbeamten und 20 Industriellen (in der Mehrzahl aus dem Lokomotiv- und Waggonbau), den in Industrie und Verwaltung insbesondere in der Schienenfahrzeugindustrie und bei den damaligen Staatsbahnen tätigen Maschinenbauingenieuren die ihren Aufgaben entsprechende Geltung zu verschaffen und mehr für deren Fortbildung und den Erfahrungsaustausch dieses Personenkreises zu tun.
Schon bald nach der Gründung, unter der Leitung des Ersten Vorsitzenden Ludwig Alexander Veitmeyer, entwickelte sich eine rege Vereinstätigkeit mit bis zu acht Mitgliederversammlungen im Jahr, in denen immer ein Vortrag mit anschließender Diskussion gehalten wurde. Vereinsorgan wurden die schon 1877 ins Leben gerufenen „Annalen für Gewerbe und Bauwesen“ (ab 1922 „Glasers Annalen“). Zu den Aufgaben des Vereins gehörte auch die Regelung der Ausbildung des Ingenieurnachwuchses in Theorie und Praxis, und von Anfang an sah man im Ausschreiben von Preisaufgaben eine Förderung der gemeinsamen Interessen des gesamten Maschinenbaufaches. Im Jahre 1884 wurde hierzu eine Kommission gegründet, der man die Stellung von Preisaufgaben und das Preisrichteramt übertrug. Die regelmäßig gestellten Aufgaben nannte man zu Ehren von Christian Peter Wilhelm Beuth (1781–1853), des Schöpfers des Königlichen Gewerbeinstituts und des Vereins zur Beförderung des Gewerbefleißes in Preußen, „Beuth-Aufgaben“ und den hierfür ausgesetzten Preis „Beuth-Preis“; diese Tradition wird von der DMG bis heute fortgeführt.
Nach dem Ersten Weltkrieg gab es für den VDMI zahlreiche Veränderungen, die nach der Genehmigung der neuen Satzung am 5. Juni 1920 auch zur Umbenennung in „Deutsche Maschinentechnische Gesellschaft“ (abgekürzt: DMG) führten. Wirtschaftskrise und Geldentwertung bereiteten den für die Geschäftsziele der DMG Verantwortlichen in den 1920er Jahren große Sorgen, und auch die politischen Verhältnisse in den 1930er Jahren bis zum Zweiten Weltkrieg waren für die DMG eine schwere Zeit, weil sie sich den vom Staat eingesetzten Dachorganisationen nicht anschließen wollte.
1945 wurde der Verein wie alle anderen auch nicht politischen Vereine durch Kontrollratsgesetz der Besatzungsmächte aufgelöst, 1949 jedoch wieder zugelassen. Danach beschränkten sich ihre Aktivitäten zunächst auf Berlin. Im Jahre 1958 wurde wieder ein ordnungsgemäßer Vorstand gewählt und 1959 im Auftrage der DMG vom Ifo-Institut die Denkschrift „Elektrifiziert die Deutsche Bundesbahn – Eine volkswirtschaftliche Aufgabe von großer Dringlichkeit“ herausgegeben. Noch im gleichen Jahr veranstaltete die DMG in Berlin aber auch eine Tagung zur Diesel-Zugförderung, der bis heute zahlreiche Fachtagungen mit vielfältigen interessanten Themen aus der Bahntechnik gefolgt sind.
Die DMG feierte im Jahre 2006 ihr 125-jähriges Bestehen.

## Mitgliedschaft
Zahlreiche Mitglieder aus der Gründerzeit des Vereins tragen Namen, die im deutschen Maschinenbau und in der Bahntechnik Begriffe geworden sind, so zum Beispiel Moritz Stambke (1830–1903), Carl Roman Abt (1850–1933), Hermann Blohm (1848–1930), Ernst Borsig (1869–1933), Hans Culemeyer (1883–1951), Rudolf Diesel (1858–1913), Paul Freiherr von Eltz-Rübenach (1875–1943), Friedrich Carl Glaser (1843–1910), Oskar Henschel (1837–1894), Wilhelm Jakobs (1858–1942), Friedrich Alfred Krupp (1854–1902), Julius Pintsch (1815–1884), Karl Scharfenberg (1874–1938), Carl Schenck (1835–1910), Ferdinand Schichau (1814–1896), Sigmund Schuckert (1846–1895), Louis Schwartzkopff (1825–1892), Carl Friedrich von Siemens (1872–1941) und Georg Talbot (1864–1948).
Im Jahre 1969 und dann noch einmal 1988 änderte die DMG ihre Satzung dahingehend, dass eine akademische Ingenieurausbildung nicht mehr Voraussetzung für den Erwerb der Mitgliedschaft ist und nun auch derjenige DMG-Mitglied werden kann, der auf dem Gebiet der Maschinen- und Elektrotechnik tätig oder in der Lage ist, die Ziele der DMG zu unterstützen. Verkehrs- und Industrieunternehmen, Forschungs- und Beratungseinrichtungen sowie Verbände gehören der DMG als korporative Mitglieder an. Insgesamt hat die DMG heute wieder über 400 Mitglieder.

## Ziele und Aufgaben
Auch die Ziele und Aufgaben der DMG haben sich im Laufe ihrer Geschichte verändert: Es stehen nicht mehr allein die Weiterentwicklung und der Erfahrungsaustausch auf dem Gebiet der Maschinen- und Elektrotechnik der Bahn im Vordergrund, sondern die DMG setzt sich heute insbesondere für
- eine ökonomisch und ökologisch angemessene Stellung des Schienenverkehrs in einem volkswirtschaftlich ausgewogenen Gesamtverkehrskonzept,
- eine gezielte Innovation und Weiterentwicklung der maschinentechnischen Komponenten des Gesamtsystems Bahn,
- die Förderung der Kooperation zwischen den Schienenverkehrsunternehmen, der Bahnindustrie sowie der Forschung und Lehre und
- die Aus- und Fortbildung des Führungskräftenachwuchses, insbesondere hinsichtlich der Vermittlung der Systemaspekte der Bahn,

ein. Diese Ziele will sie erreichen durch
- die Erarbeitung von Problemlösungen in Fachausschüssen und deren Vermittlung auf ihrer Jahrestagung, auf Fachtagungen und in Fachzeitschriften,
- die Aus- und Weiterbildung von Mitgliedern und Nachwuchskräften der korporativen Mitglieder in Seminaren und Fachtagungen und
- die Auszeichnung von Nachwuchs-Ingenieuren mit dem Beuth-Innovationspreis für hervorragende schriftliche Arbeiten im jährlich stattfindenden Beuth-Wettbewerb.

## DMG-Krienitz-Stiftung
Auf Veranlassung beziehungsweise zu Ehren verdienter Erster Vorsitzender des Vereins Deutscher Maschinen-Ingenieure sind im Laufe der Jahre die Veitmeyer-, Wichert- und Müller-Stiftung ins Leben gerufen worden, deren Kapitalzinserträge für Preise für die erfolgreiche Lösung von Preisaufgaben sowie einmalige oder laufende Beihilfen an Studierende des Maschinenbaues oder der Elektrotechnik verwendet wurden. Im Jahre 1972 wurden diese Stiftungen zu einer unselbständigen Stiftung unter dem Namen „DMG-Stiftung“ zusammengefasst.
Im Jahre 1996 verstarb in Berlin Gerhard Krienitz, der bis zum Ende des Zweiten Weltkrieges bei der Deutschen Reichsbahn und später als Leiter der Bahntechnik bei der AEG sowie als Honorarprofessor an der Technischen Universität in Berlin tätig war. Krienitz hat sich in den Nachkriegsjahren um die Wiederbelebung der DMG außerordentlich verdient gemacht und war viele Jahre ihr Erster Vorsitzender. In seinem Testament hat er der DMG vermächtnisweise einen großen Teil seines Vermögens für die in der DMG-Trägerschaft stehende DMG-Stiftung zugewendet. Diese großzügige Zuwendung erforderte eine Änderung der Satzung der DMG-Stiftung, die jetzt „DMG-Krienitz-Stiftung“ heißt. Zweck dieser Stiftung ist die Förderung der Wissenschaft und Forschung auf dem Gebiet der Verkehrstechnik, vor allem des spurgebundenen Verkehrs, der insbesondere verwirklicht wird durch
- die finanzielle Förderung wissenschaftlicher Arbeiten durch Vergabe von Forschungsmitteln an wissenschaftliche Institute und deren Mitarbeiter,
- die Verleihung von Preisen für herausragende wissenschaftliche Leistungen auf dem Gebiet der Verkehrstechnik,
- die Vergabe von Stipendien und Studienbeihilfen an Studierende, die herausragende Leistungen in der Wissenschaft und Forschung der Verkehrstechnik erbracht haben und
- die Durchführung und Finanzierung von Weiterbildungsveranstaltungen im Bereich der Wissenschaft und Forschung für die Verkehrstechnik.

## Veröffentlichungen
Die Veröffentlichungen der DMG erfolgen seit ihrer Gründung im gleichen Organ, welches heute ZEVrail – Zeitschrift für das gesamte System Bahn (ISSN 1618-8330) heißt und im Jahr 2025 im 149. Jahrgang erscheint.